# Operation Masher
Die Operation Masher (Operation „Weiberheld“) war eine großangelegte Such- und Zerstörungsoperation (Search and Destroy) der US Army, südvietnamesischer und südkoreanischer Truppen, die während des Vietnamkriegs vom 28. Januar bis zum 6. März 1966 in der vietnamesischen Provinz Bình Định stattfand.
Später wurde die Operation mit dem anstößigen Namen Masher in White Wing umbenannt.
Das Operationsgebiet lag in der Hochebene von Bong Son, dem Kim Son Tal und An Lao Tal. 
Der 1. US-Kavalleriedivision (luftbeweglich) gelang es die 3. NVA-Division und die 325. NVA B-Division in dem Dschungelgebiet aufzuspüren und beiden eine schwere Niederlage zuzufügen.
Kommunistische Kräfte wurden in der sogenannten Sao Vang („Goldstern“) Division zusammengefasst.
Während der Operation White Wing kam ein mit Artilleriegranaten verschossenes Halluzinogen namens 3-Chinuclidinylbenzilat zum Einsatz, welches ähnlich wie LSD den Vietcong in Rauschzustände versetzen und dadurch kampfunfähig machen sollte. 1352 Luftangriffe luden 1,5 Millionen Pfund Bomben ab, davon waren 292.000 Pfund Napalm. Durch die aggressiven Militäreinsätze mussten 1884 Dorfbewohner aus ihrer angestammten Region fliehen. Die Befriedung der eroberten Gebiete übernahm die südkoreanische Tiger-Division, die aus den Lehren des Koreakrieges nicht an die „Umerziehung“ von Kommunisten glaubte und bei der Landbevölkerung wegen ihrer Brutalität sehr gefürchtet war. Im Einsatzgebiet der südkoreanischen Tiger-Infanteristen nahm der Feindwiderstand stark ab.

## Gefechte
Die ersten Gefechte begannen im Dickicht des Elefantengrases im An Lao Tal, wo zwei NVA-Regimenter ihre Stützpunkte ausgebaut hatten. Die Bunkerstellungen waren durch raffinierte Warnsysteme und Wachhunde geschützt. Maj. Charles „Charging Charlie“ Beckwith landete als erster mit seinem Special Forces-Team im berüchtigten An Lao Tal. 
Das An Lao Tal war seit 1958 vollständig unter Kontrolle der Vietminh bzw. Vietcong. Das fruchtbare Tal war die wichtigste Reisquelle für die Vietcong und NVA und wurde dementsprechend erbittert verteidigt.
Die Einheiten der US-Kavalleriedivision wurden von Hubschraubern in mehreren Wellen im An Lao Tal abgesetzt und durchkämmten die Reisfelder und kleinen Dörfer.
Dabei gerieten sie in mehrere Hinterhalte durch NVA-Maschinengewehrnester.
Vom 28.–31. Januar 1966 entwickelte sich ein besonders hartes Feuergefecht mit starken Vietcong und NVA-Verbänden.

## Cu Nghi
Das Gefecht von Cu Nghi entstand an der Landezone 4, wo das 7. und 12. Btl. der 1. US-Kavalleriedivision abgesetzt wurden, die Landezone wurde später von den Soldaten als „Graveyard“ bzw. „Hornissennest“ bezeichnet.
Am nebligen Morgen des 28. Januar trafen die US-Truppen am südlichen Ende der Bong Son Ebene auf starke Feindkräfte zwischen den Dörfern Cu Nghi und Phung Du.
Die 1. US-Kavalleriedivision geriet auf einem vietnamesischen Friedhof zwischen feindliches Kreuzfeuer des 22. NVA-Regimentes. Die Nordvietnamesen nahmen die US-Hubschrauber unter scharfes Abwehrfeuer, so dass es zunächst unmöglich war, Entsatz für die eingeschlossenen Einheiten einzufliegen.
Starkregen setzte ein und somit konnte weder effektives Artilleriefeuer noch Luftschläge die eingeschlossenen Amerikaner befreien, die sich unter den Palmen und Bambuswäldern behelfsmäßig eingruben.
Während der Nacht sickerten Vietcong bei strömenden Regen in die Stellungen der Amerikaner ein und richtet ein Chaos an. 
Erst am 31. Januar konnten die Belagerung durch Napalmbombardierungen beendet werden, 77 Infanteristen wurden im Gefecht von Cu Nghi getötet, 220 Soldaten schwer verwundet.
Durch die Beteiligung der Green Berets und abgeschossener US-Hubschrauberpiloten erhöhte sich die Zahl der Toten bei den Amerikanern auf 140 Mann.

## Kim Son Tal
Im Kim Son Tal, auch als “Krähenfuß” (Crow’s Foot) bezeichnet, entwickelte sich ein weiteres schweres Gefecht im Rahmen der Operation Masher im Februar 1966.
Im Kim Son Tal hatte sich das 18. NVA-Regiment festgesetzt und war entschlossen den US-Fallschirmjägern erbitterten Widerstand zu leisten.
Die Natur diente den Vietcong als großen Vorteil, denn die Vegetation im Kim Son war nahezu undurchdringlich, durchzogen von Steilhängen und außerdem bekannt für viele Giftschlangen wie Kraits, Bambusvipern und Kobras.
Am 17. Februar 1966 geriet die landende B-Kompanie in einen Feuerüberfall der NVA.
Das Gefecht wurde am 22. Februar dank der überlegenen US-Feuerkraft zugunsten der Amerikaner entschieden, hierbei fielen 107 US-Soldaten.

## Verluste
In der Operation Masher fielen 288 US-Soldaten, 990 wurden schwer verwundet und 2232 Vietcong wurden getötet.